# Juan Matallana Ventura
Juan Matallana Ventura (Palencia, 1911 - Madrid, 2000) fue un perito agrícola y bromatólogo español, condecorado con la Medalla de la Orden del Mérito Agrícola.

## Biografía
Nació en Palencia -donde su padre Gregorio Matallana ejerció como perito agrícola hasta su traslado a Madrid en la década de 1920. Del matrimonio entre Gregorio Matallana y Gertudis Ventura Martínez-Puertas, además de Juan, también nació Santiago (Ingeniero Agrónomo),  María del Carmen (Licenciada en Farmacia y Dama de la Cruz Roja) y Luis (Perito Agrícola y Licenciado en Farmacia). Juan Matallana continuó sus estudios en Madrid, donde obtuvo el título de bachiller universitario (sección de ciencias) en el Instituto Cardenal Cisneros de Madrid en 1929, ante un tribunal presidido por Enrique Moles Ormella, catedrático de la Facultad de Farmacia de Madrid. En 1933 ingresó en el cuerpo de Ayudantes del Servicio Agronómico Nacional, obteniendo la tercera plaza (de un total de 180) ante un tribunal presidido por Ángel del Campo y Cerdán, catedrático de la Facultad de Ciencias de Madrid.
En 1933 fue destinado a la Estación de Cerialicultura de Alcalá de Henares y durante la Guerra Civil estuvo destinado en la Jefatura de los Servicios de Intendencia del ejército republicano, por lo que fue sometido –sin consecuencias- a un proceso de depuración en verano de 1939, reintegrado en el Cuerpo Pericial Agrícola del Estado y destinado al  Centro de Cerealicultura de Madrid, situado en la Moncloa, en el que se especializó en hibridación y selección de semillas y en el que permaneció hasta la década de 1970 cuando fue nombrado habilitado especial del Ministerio de Agricultura.
A lo largo de su carrera profesional formó parte de diversos tribunales de oposiciones del Ministerio de Agricultura y -como miembro colegiado del Colegio de Ingenieros Técnicos Agrícolas de Madrid- realizó numerosos proyectos de topografía en diferentes provincias españolas. Fue también durante muchos años profesor de topografía en la Escuela Universitaria de Ingeniería Técnica Agrícola (actualmente UPM). En 1958 fue condecorado con la Orden Civil del Mérito Agrícola y en el curso 1959-1960 obtuvo el título de Técnico Bromatólogo en la Escuela de Bromatología de la Universidad Complutense de Madrid.
En 1944 se casó con María Pilar Cebrían Morera (1915-2002), perito mercantil y también funcionaria del Ministerio de Agricultura, con quien tuvo dos hijos: Juan José y María Elvira.

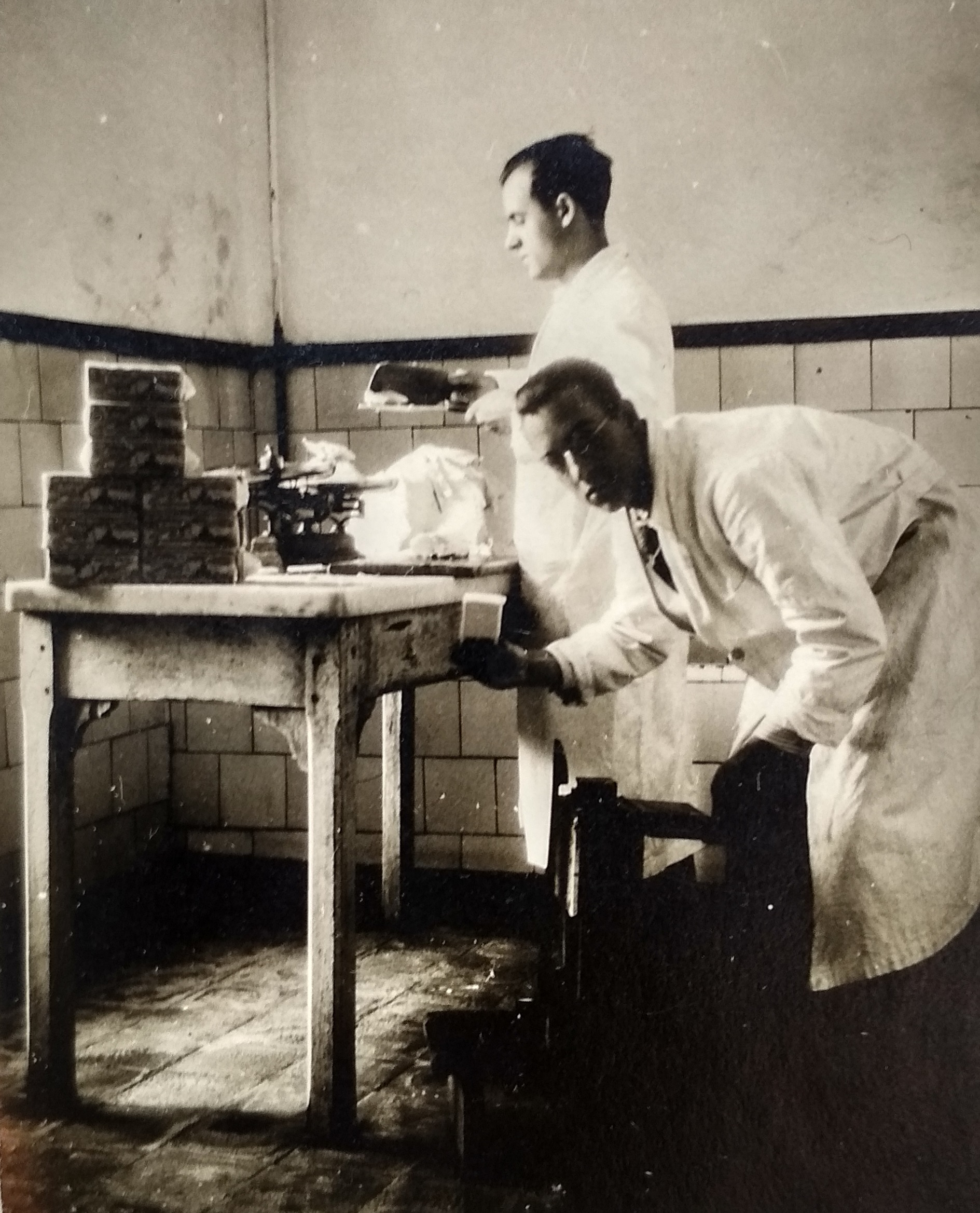
Juan Matallana (primer plano) en un laboratorio agrícola, década 1930.

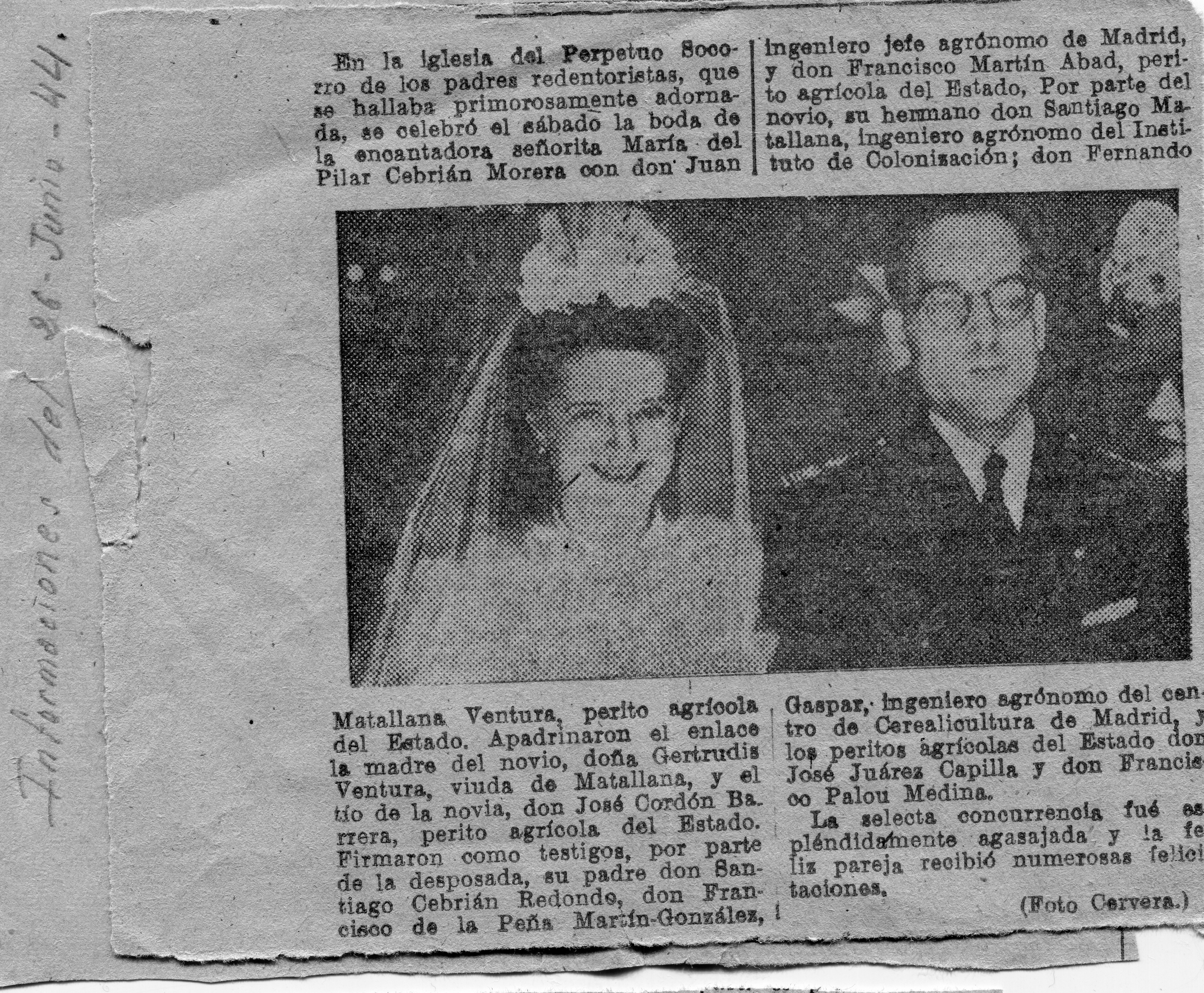
Noticia sobre la pareja nupcial aparecida en el diario Informaciones el 26/06/1944.

## Publicaciones
- Matallana Ventura, Juan (1947), «Necesidad y forma de conservar la humedad en el suelo», Surco. Boletín del Consejo Superior de Cámaras Oficiales Agrícolas 8 (1): 10-12.
- Pérez Navarro, Antonio; Matallana Ventura, Juan (1958), «Trabajos realizados por la Sección de Cebadas y Avenas del Centro de Cerealicultura de Madrid.», Anales del Instituto Nacional de Investigaciones Agronómicas 7 (1): 61-198.
- Pérez Navarro, Antonio; Matallana Ventura, Juan (1959), «Trabajos realizados por la Sección de Cebadas y Avenas del Centro de Cerealicultura de Madrid durante el año 1957.», Anales del Instituto Nacional de Investigaciones Agronómicas 8 (1): 102-201.
- Pérez Navarro, Antonio; Matallana Ventura, Juan (1960), «Trabajos realizados por la Sección de Cebadas y Avenas del Centro de Cerealicultura de Madrid.», Anales del Instituto Nacional de Investigaciones Agronómicas 9 (1): 69-178.
- Matallana Ventura, Juan (1961). «La cebada y sus proteínas». Revista de la Universidad de Madrid 10 (40): 1082-1083.
- Pérez Navarro, Antonio; Matallana Ventura, Juan (1960), «Trabajos realizados por la Sección de Cebadas y Avenas del Centro de Cerealicultura de Madrid», Anales del Instituto Nacional de Investigaciones Agronómicas 9 (1): 69-178.
- Pérez Navarro, Antonio; Matallana Ventura, Juan (1961), «Trabajos realizados por la Sección de Cebadas y Avenas del Centro de Cerealicultura de Madrid», Anales del Instituto Nacional de Investigaciones Agronómicas 10 (1): 95-202.
- Matallana Ventura, Juan (1962). «Cebadas para maltería: estudio general y comparativo». Boletín del Instituto Nacional de Investigaciones Agronómicas 22 (46): 95-122.
- Pérez Navarro, Antonio; Matallana Ventura, Juan (1961), «Trabajos realizados por la Sección de Cebadas y Avenas del Centro de Cerealicultura de Madrid durante el año agrícola 1960-61», Anales del Instituto Nacional de Investigaciones Agronómicas 11 (3): 631-701.
- Pérez Navarro, Antonio; Matallana Ventura, Juan (1962), «Trabajos realizados por la Sección de Cebadas y Avenas del Centro de Cerealicultura de Madrid durante el año agrícola 1960-61», Anales del Instituto Nacional de Investigaciones Agronómicas 11 (1): 89-166.
- Pérez Navarro, Antonio; Matallana Ventura, Juan (1962), «Trabajos realizados por la Sección de Cebadas y Avenas del Centro de Cerealicultura de Madrid durante el año agrícola 1960-61», Anales del Instituto Nacional de Investigaciones Agronómicas 11 (1): 89-166.
- Pérez Navarro A; Matallana Ventura, J, Memoria de los trabajos realizados por la Sección de Cebadas y Avenas del Centro de Cerealicultura durante el año agrícola 1962-63, Anales del Instituto Nacional de Investigaciones Agronómicas, 14(2), 1965: 105-168.
- Pérez Navarro, Antonio; Matallana Ventura, Juan (1966), «Trabajos realizados por la Sección de Cebadas y Avenas del Centro de Cerealicultura de Madrid durante el año agrícola 1961-62», Anales del Instituto Nacional de Investigaciones Agronómicas 15 (3): 279-345.
- Pérez Navarro, Antonio; Matallana Ventura, Juan (1966), «Memoria de los trabajos realizados por la Sección de Cebadas y Avenas del Centro de Cerealicultura durante el año agrícola 1963-64», Anales del Instituto Nacional de Investigaciones Agronómicas 15 (3): 347-391.
- Pérez Navarro, Antonio; Matallana Ventura, Juan (1966), «Trabajos realizados por la Sección de Cebadas y Avenas del Centro de Cerealicultura de Madrid durante el año agrícola 1964-65», Anales del Instituto Nacional de Investigaciones Agronómicas 15 (3): 393-440.
- Pérez Navarro, Antonio; Matallana Ventura, Juan (1967), «Memoria de los trabajos realizados por la Sección de Cebadas y Avenas, Anales del Instituto Nacional de Investigaciones Agronómicas», Anales del Instituto Nacional de Investigaciones Agronómicas 16 (3).